# José Praxedes de Andrade
José Praxedes de Andrade (Natal, 6 de abril de 1900 – Simões Filho, 11 de dezembro de 1984) foi um militante comunista e sapateiro brasileiro, com papel instrumental na Intentona Comunista em Natal. Desconfiado da veracidade das anistias de 1945 e 1979 e havendo utilizado o codinome de Mamede durante a revolta, desapareceu dos registros históricos e permaneceu na clandestinidade com o nome de Eduardo Pereira da Silva até ser descoberto em novembro de 1984, um mês antes de sua morte natural.

## Primeiros anos
José Praxedes de Andrade nasceu em 6 de abril de 1900 na Vila dos Tremoços, às margens do Rio Potengi, na aldeia (hoje bairro de Natal) de Potengi, em uma família camponesa descendente de nativos potiguaras. Tornou-se órfão de pai e mãe aos nove anos de idade, sendo desde então criado por seu influente padrinho Cândido Henrique Medeiros, presidente local da Sociedade de São Vicente de Paulo. Em 1912, ainda na adolescência, Praxedes começou a envolver-se em campanhas políticas locais. Em 1916, matriculou-se em curso técnico de sapataria, período em que começou a militar pelo comunismo entre seus colegas por espontâneo entusiasmo com as notícias da Revolução Russa, que lhe lembravam de seu herói de infância, Pedro Poti. Serviu voluntariamente no Exército Brasileiro de 1920 a 1921 e passou a exercer a sapataria.

## Vida sindical e política
Em 1921, fundou com Raimundo Moreira a União dos Sapateiros de Natal, dentro da qual começou a formar-se um núcleo de trabalhadores revoltados com comportamentos considerados pelegos das ligas operárias já presentes no Rio Grande do Norte, incluindo divulgação interna de simpatias comunistas ainda vagas pelo próprio Praxedes. A partir de 1924, entraria em contato direto com o marxismo. Em 1926, Praxedes teve um papel instrumental no ingresso dos sapateiros potiguares no Partido Comunista do Brasil. Em 1929, foi delegado estadual para a primeira conferência nacional partidária. Durante este período, aproximou-se cautelosamente de Café Filho, enfim cindindo com ele em 1929.
Praxedes se opôs, como outros comunistas potiguares, à Revolução de 1930, inclusive por grande desconfiança pessoal contra Café Filho. Após tomar posse como chefe de polícia em dezembro do mesmo ano, uma das primeiras atitudes de Café Filho foi ordenar a prisão de Praxedes, inclusive como prova de sua desvinculação do movimento comunista local. Foi solto após duas semanas, mas novamente detido nos preparativos para manifestação contra a fome em março de 1931. Em 1932, foi preso mais duas vezes, com ligação a manifestações relacionadas à Revolução Constitucionalista. Foi preso mais uma vez no mesmo ano, desta vez foragindo-se no Rio de Janeiro, e em 1933 em São Paulo, onde estudou o marxismo sob orientações do Partido.
Em 1935, o Partido enviou Praxedes ao Rio de Janeiro, e imediatamente após, a Natal, que vivia um momento de agitação grevista mobilizado pelo próprio Praxedes com o taxista Epifânio Guilhermino, que mobilizaram taxistas, estivadores, ferroviários e trabalhadores de docas, culminando com a adesão dos funcionários de fornecimento de água e energia elétrica locais. Praxedes foi chamado para o Rio de Janeiro, onde foi vagamente informado quanto aos planos da Aliança Nacional Libertadora que culminariam na Intentona Comunista, recebendo orientações de como mobilizar Natal para o momento oportuno e trazendo em sua viagem de retorno algumas armas de fogo e a companhia de Roberto Sisson, comandante da ANL que organizaria comícios na cidade. Foi eleito secretário político do comitê partidário regional.
Com os primeiros sinais de um estouro precipitado da Intentona em 23 de novembro de 1935 sob o comando do cabo Giocondo Dias e do sargento Quintino Clementino de Barros, ambos do 21.º Batalhão de Caçadores de Natal, Praxedes chegou a tentar atrasar o início do levante em dez dias para consultar os comunistas de Recife, mas falhou, assentindo tomar parte no levante, que se iniciou no mesmo dia com a tomada do Batalhão com pouca resistência. O chefe de polícia do estado, João Fernandes, decidiu verificar pessoalmente o que estaria ocorrendo e foi sequestrado pelos rebeldes. O governador Rafael Fernandes e outras autoridades oficiais tiveram que buscar refúgios.
No dia 24, à tarde, os revoltosos derrotaram as últimas tropas que vinham buscar retomar o quartel do 21.º Batalhão, então o único foco de resistência contra os revoltosos em Natal ou nas regiões vizinhas, e o próprio Praxedes, nomeado Comissário do Povo para Negócios de Aprovisionamento pelos rebeldes, anunciou a instituição de um Governo Popular Revolucionário à população em praça pública. No mesmo dia, o governo provisório emitiu seus primeiros decretos, destituindo o governador (que se encontrava exilado no consulado italiano e dissolvendo a Assembleia Legislativa do Rio Grande do Norte. Décadas depois, Café Filho se lembrou da ocasião, alegando que Praxedes haveria sugerido seu fuzilamento. No dia 25, Praxedes foi nomeado Ministro do Abastecimento, utilizando publicamente o codinome de "Mamede". Neste dia, participou de um saque à agência do Banco do Brasil em Ribeira com outros militantes. Na noite do dia 26, com o recebimento de um pedido de rendição vindo de autoridades comunistas de Recife, onde o levante tivera menos sucesso, Praxedes sugeriu o fuzilamento dos presos políticos, mas não obteve apoio dos outros líderes da revolta.

## Clandestinidade e morte
No dia 27, percebendo a derrota iminente da junta revolucionária que chegaria no dia seguinte, Praxedes fugiu a pé para Potengi, morando às escondidas na casa de um primo em local rural até maio de 1936, quando rumou a pé até Nova Cruz e lá foi clandestinamente em um trem até João Pessoa, onde, seguro de que não mais seria reconhecido, pegou um ônibus para o Recife, onde finalmente se encontrou com alguns membros do Partido e, após relatar em detalhes a Intentona aos dirigentes locais, foi para Maceió, lá chegando em junho com a tarefa de ajudar na reorganização local do partido, e tendo trocado seu codinome para "Silva". Em junho de 1937, foi para Salvador, onde adotou o nome falso de Eduardo Pereira da Silva e voltou a exercer a sapataria. Em 1938, conseguiu documentos falsos e nunca mais utilizou seu nome de nascença. Apesar de sua proeminência anterior, Praxedes conseguiu permanecer oculto, inclusive caindo em esquecimento tal que sequer foi elencado entre os revolucionários potiguares nas Memórias do Cárcere de Graciliano Ramos, assim como no livro de 1983 Objetivos dos Comunistas Giocondo Dias alega não se recordar de seu nome, o que apenas desdiria após a morte do antigo companheiro. Foi condenado in absentia a oito anos de prisão sob a Lei de Segurança Nacional de 1935, mas jamais preso. Sua sentença foi igual ou inferior à de diversos cidadãos sem posições de liderança.
Praxedes não acreditou na Lei da Anistia de 1945, preferindo permanecer na clandestinidade por não confiar em Getúlio Vargas. Tornou-se um pequeno empreendedor sindicalizado em Salvador e retomou as atividades do Partido Comunista, por enquanto legalizado, mas abandonou-as completamente após o Golpe de 1964, quando teve sua casa revistada pela polícia. Mudou-se em algum momento para Camaçari, onde ignorou também a Lei da Anistia de 1979, por ainda temer represálias do regime militar. Em 1981, adoeceu gravemente e mudou-se para a Vila Mapele, no município de Simões Filho. Em junho de 1984, estimulado por boatos de que um dos líderes da Intentona Comunista ainda estaria vivo e incentivado pelo deputado Haroldo Lima, o jornalista Moacyr de Oliveira Filho passou a seguir uma série de pistas de sindicalistas soteropolitanos para chegar até Praxedes, encontrando-o em sua casa em novembro do mesmo ano. Lá, gravou 10 horas de entrevista, trazendo à tona novos dados sobre a Intentona. Tinha sete filhos e sete netos, havendo sido casado quatro vezes, pela última com Maria Félix da Silva, que desconhecia sua identidade original até o momento da reportagem. As fotos tiradas no encontro entre Oliveira Filho e Praxedes são as únicas já tiradas do próprio em vida.
Em 11 de dezembro de 1984, morreu em casa, de tuberculose e complicações renais.